# Eupalamus andersoni
Eupalamus andersoni är en stekelart som beskrevs av Heinrich 1961. Eupalamus andersoni ingår i släktet Eupalamus och familjen brokparasitsteklar. Inga underarter finns listade i Catalogue of Life.